# José Guadalupe Aguilera (Durango)
José Guadalupe Aguilera es una localidad del estado mexicano de Durango. Es parte del municipio de Canatlán.

## Toponimia
El nombre de la localidad rinde homenaje a José Guadalupe Aguilera, geólogo mexicano oriundo del estado de Durango.

## Demografía
| Gráfica de evolución demográfica |
|                                  |

| Censo | Población |
| ----- | --------- |
| 1940  | 651       |
| 1950  | 858       |
| 1960  | 1 144     |
| 1970  | 1 698     |
| 1980  | 2 013     |
| 1990  | 1 892     |
| 2000  | 1 727     |
| 2010  | 1 719     |
| 2020  | 1 732     |